# Trichophyton tonsurans

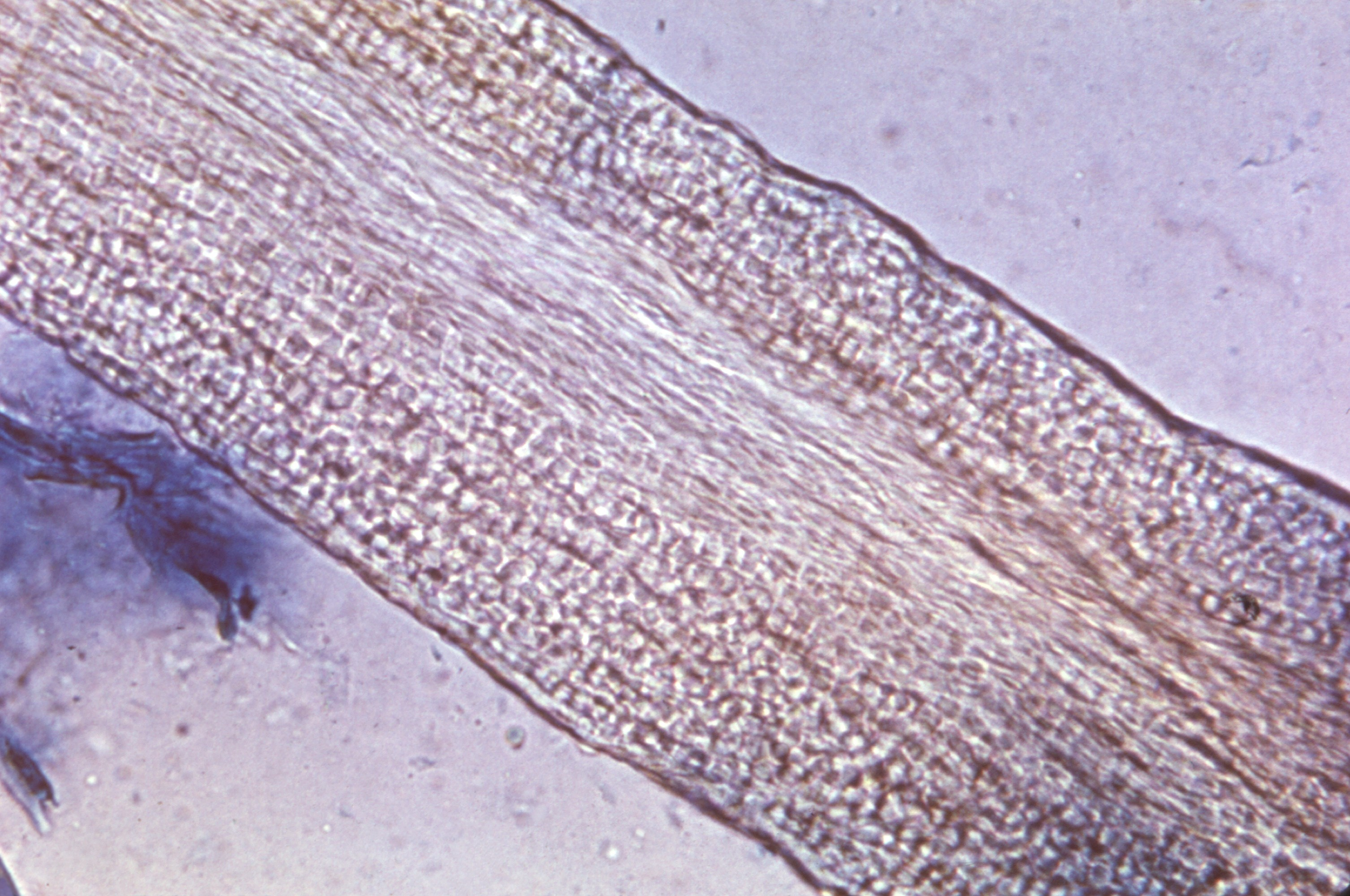
Zmiany w budowie mieszków włosowych u pacjenta z grzybicą wywołaną przez Trichophyton tonsurans

Trichophyton tonsurans Malmsten – gatunek grzybów należący do klasy Eurotiomycetes. Grzyb mikroskopijny, dermatofit będący jednym z patogenów powodujących u ludzi grzybice skóry.

## Systematyka i nazewnictwo
Pozycja w klasyfikacji według Index Fungorum:  Trichophyton, Arthrodermataceae, Onygenales, Eurotiomycetidae, Eurotiomycetes, Pezizomycotina, Ascomycota, Fungi.
Po raz pierwszy opisał go w 1848 r. P.H. Malmsten i nadana przez niego nazwa naukowa jest aktualna. Ma kilkanaście synonimów. M.in. są nimi wszystkie odmiany, oraz:
- Aleurosporia acuminata (E. Bodin) Grigoraki 1925
- Aleurosporia effracta (Sabour.) Grigoraki 1925
- Oidium tonsurans (Malmsten) Zopf, 1890
- Oospora tonsurans (Malmsten) Sacc. & Traverso 1911[3]

## Morfologia
Hodowla
Kolonie na SGA raczej zmienne; przeważnie zamszowate, promieniście lub nieregularnie bruzdowane, białe do szarawych, żółtawych lub brązowawopłowych, czasami z różowawym lub bladooliwkowym środkiem; rewers mahoniowoczerwony, żółty lub brązowy. Na agarze Sabourauda kolonie są również płaskie, ale mają kolor mahoniowo-czerwony lub cytrynowożółty
Cechy mikroskopowe
Mikrokonidia różnej wielkości, produkowane w dużych ilościach, utworzone na luźno skupionych gałęziach lub pogrubionych strzępkach końcowych, siedzące, maczugowate do prawie cylindrycznych, czasami napęczniałe do kształtu balononu. Makronidia, jeśli są obecne, zmienne, często nieco grubościenne, 2–6-komórkowe, cylindryczne do cygarowatych, 10–65 × 4–12 µm. W dużych ilościach, na końcach strzępek lub interkalarnie, powstają napęczniałe chlamydospory.
Identyfikacja
Trichophyton tonsurans można zidentyfikować poprzez analizę jego szybko rosnących kolonii. Inną prostą metodą identyfikacji na wczesnych etapach jest wykrywanie struktur podobnych do chlamydospor, które można znaleźć na odwrotnej stronie hodowli pod mikroskopem świetlnym. Po zaszczepieniu na pożywce hodowlanej (powszechnie używany jest agar Mycosel), grzybnia tworzy chlamydospory. Zwykle szczepy wytwarzają je niezależnie od podłoża, na którym są hodowane. Leczenie antybiotykami chloramfenikolem czy cykloheksymidem zasadniczo nie wpływa na powstawanie chlamydospor. Jeśli po 5 dniach inkubacji produkcja chlamydospor będzie ewidentna, z dużym prawdopodobieństwem jest to Trichophyton tonsurans.
Poczyniono postępy w wykrywaniu T. tonsurans u pacjentów z grzybicą skóry głowy przy użyciu testu TaqMan PCR oraz starterów i sond zaprojektowanych do szybkiego i specyficznego wykrywania tego grzyba, z wyłączeniem zanieczyszczających innych mikroorganizmów skórnych.

## Chorobotwórczość
Trichophyton tonsurans powoduje infekcję grzybicy strzygącej głowy na całym świecie, ale szczególnie w Ameryce Łacińskiej (zwłaszcza w północnej Brazylii), Meksyku i Afryce. Zakażenia wywołane tym gatunkiem stają się coraz powszechniejsze w Stanach Zjednoczonych i Kanadzie od lat 80. XX wieku w wyniku zmieniających się wzorców podróży i imigracji na całym świecie. Gatunek ten jest odpowiedzialny za większość zakażeń grzybicą skóry głowy u dzieci w USA.
Sposoby rozprzestrzeniania się są niejasne, chociaż wiadomo, że wiąże się to z domami, szkołami i innymi instytucjami oraz zakładami fryzjerskimi. Do przeniesienia może dojść poprzez bezpośrednie przeniesienie lub wykorzystanie wspólnych przedmiotów i obiektów, takich jak poduszki, kanapy, dywaniki i zwierzęta domowe, które należy dokładnie zbadać, ponieważ mogą być nosicielami T. tonsurans. Dzieci są najbardziej podatne na grzybicę skóry głowy, podczas gdy infekcje u dorosłych częściej objawiają się grzybicą ciała.